# Buk v Jindřichovickém zámeckém parku
Buk v Jindřichovickém zámeckém parku je památný strom v parku u zámku v Jindřichovicích u Malonic v městyse Kolínec v okrese Klatovy. Buk lesní červenolistý (Fagus sylvatica 'Atropunicea') roste v nadmořské výšce 563 m, stáří dubu se odhaduje na 220 let, výška stromu je 30 m, šířka koruny 18 m a obvod kmene 316 cm (měření 2012). Strom je chráněn od 20. ledna 2006 jako dendrologicky cenný taxon, významný vzrůstem.

## Památné stromy v okolí
- Dub u Malonic
- Javor stříbrný v Jindřichovickém zámeckém parku
- Jindřichovická lípa v zámeckém parku
- Lípa na návsi v Malonicích
- Lípa velkolistá v Jindřichovickém zámeckém parku
- Malonická lípa
- Skupina javorů klenů v Jindřichovickém zámeckém parku

## Galerie

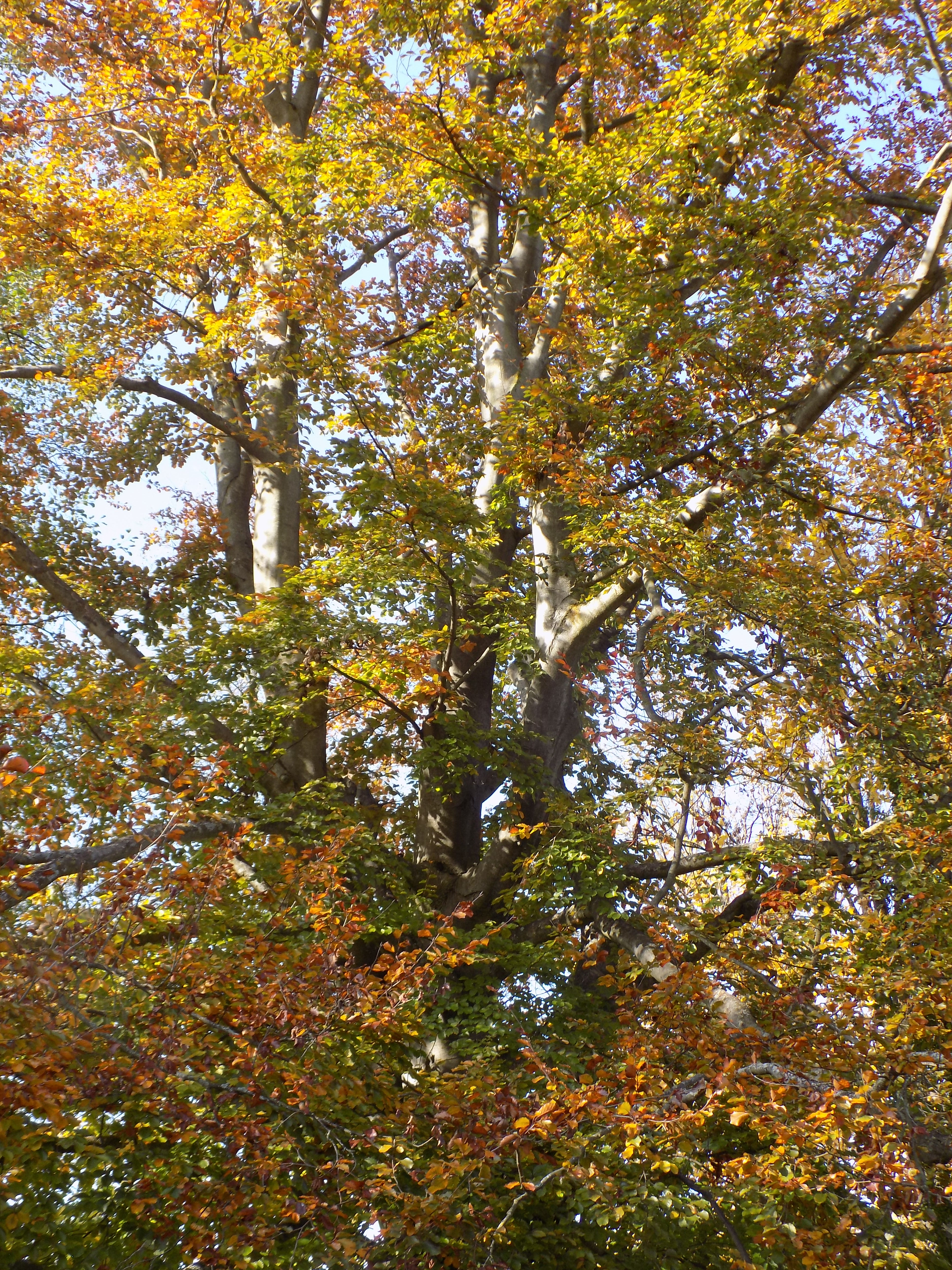
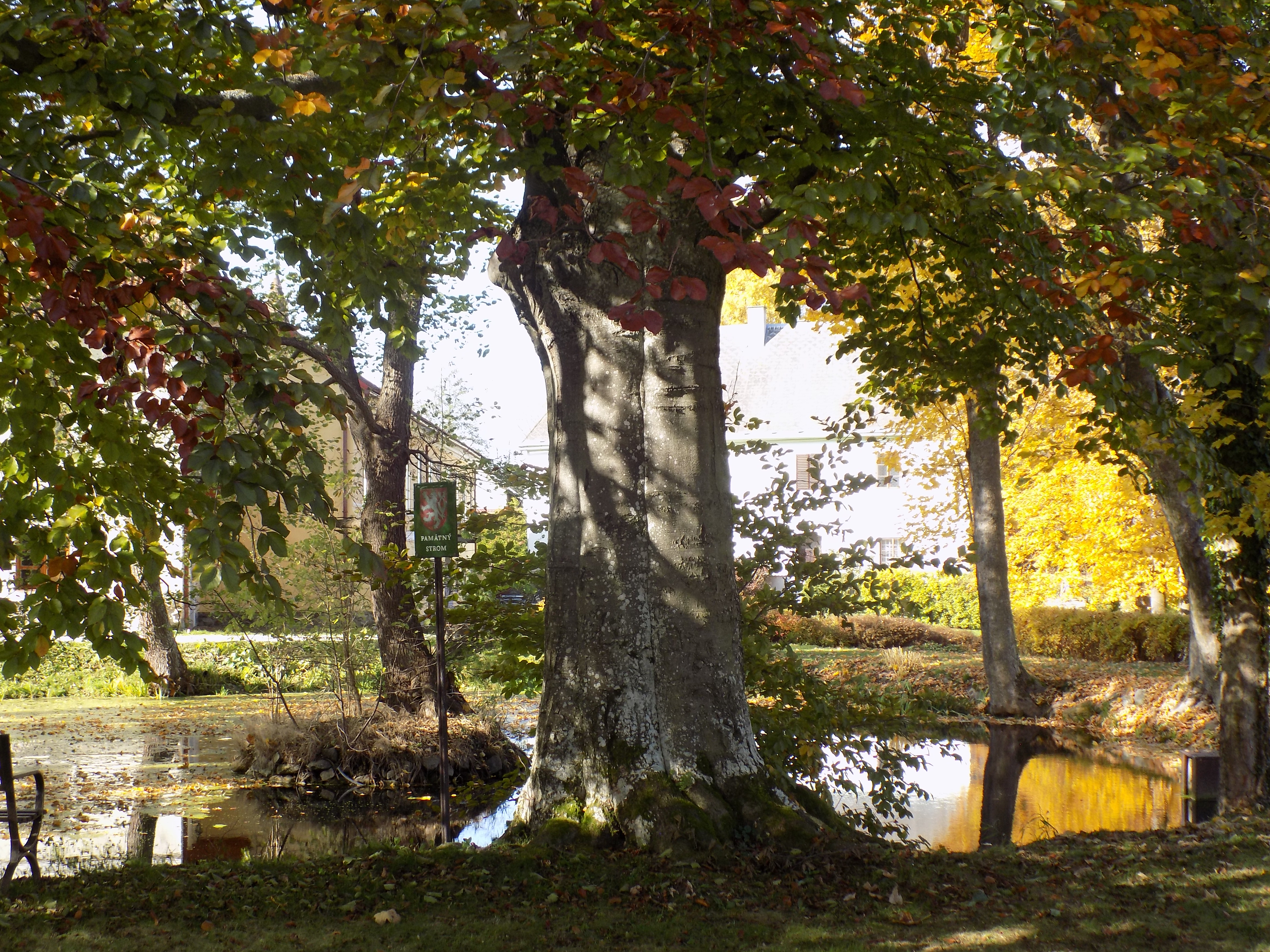